# Alison Brie
Alison Brie Schermerhorn (Los Ángeles, California, 29 de diciembre de 1982), conocida como Alison Brie, es una actriz, comediante, guionista y productora estadounidense. Recibió reconocimiento por su papel recurrente como Trudy Campbell en la serie dramática Mad Men (2007-2015) y sus papeles protagónicos como Annie Edison en la serie de comedia Community (2009-2015), Diane Nguyen en la serie de comedia animada BoJack Horseman (2014-2020) y Ruth Wilder en la serie de comedia dramática GLOW (2017-2019). Por su actuación en GLOW, Brie fue nominada dos veces para el Globo de Oro a la Mejor actriz en serie de televisión musical o comedia y dos veces también para al Premio del Sindicato de Actores a la mejor actriz de televisión en una serie de comedia.
Además de su trabajo en televisión, Brie también ha protagonizado películas como Scream 4 (2011), The Five-Year Engagement (2012), The Lego Movie (2014), Get Hard (2015), Sleeping with Other People (2015), How to Be Single (2016), The Little Hours (2017), The Disaster Artist (2017), The Post (2017), Promising Young Woman (2020), Horse Girl (2020), que también coescribió y produjo y The Rental (2020).

## Primeros años
Brie nació en Hollywood, California. Comenzó su carrera como actriz en el escenario del Centro Comunitario Judío en el sur de California (la madre de Brie es judía). En la escuela, fue diagnosticada con TDAH. Se graduó en el Instituto de Artes de California con una licenciatura en teatro. Antes de convertirse en actriz de televisión, Brie había trabajado como payaso en fiestas de cumpleaños y actuó en teatro en California. Durante un tiempo estudió en la Real Academia Escocesa de Música y Drama, en Glasgow, Escocia.

## Carrera

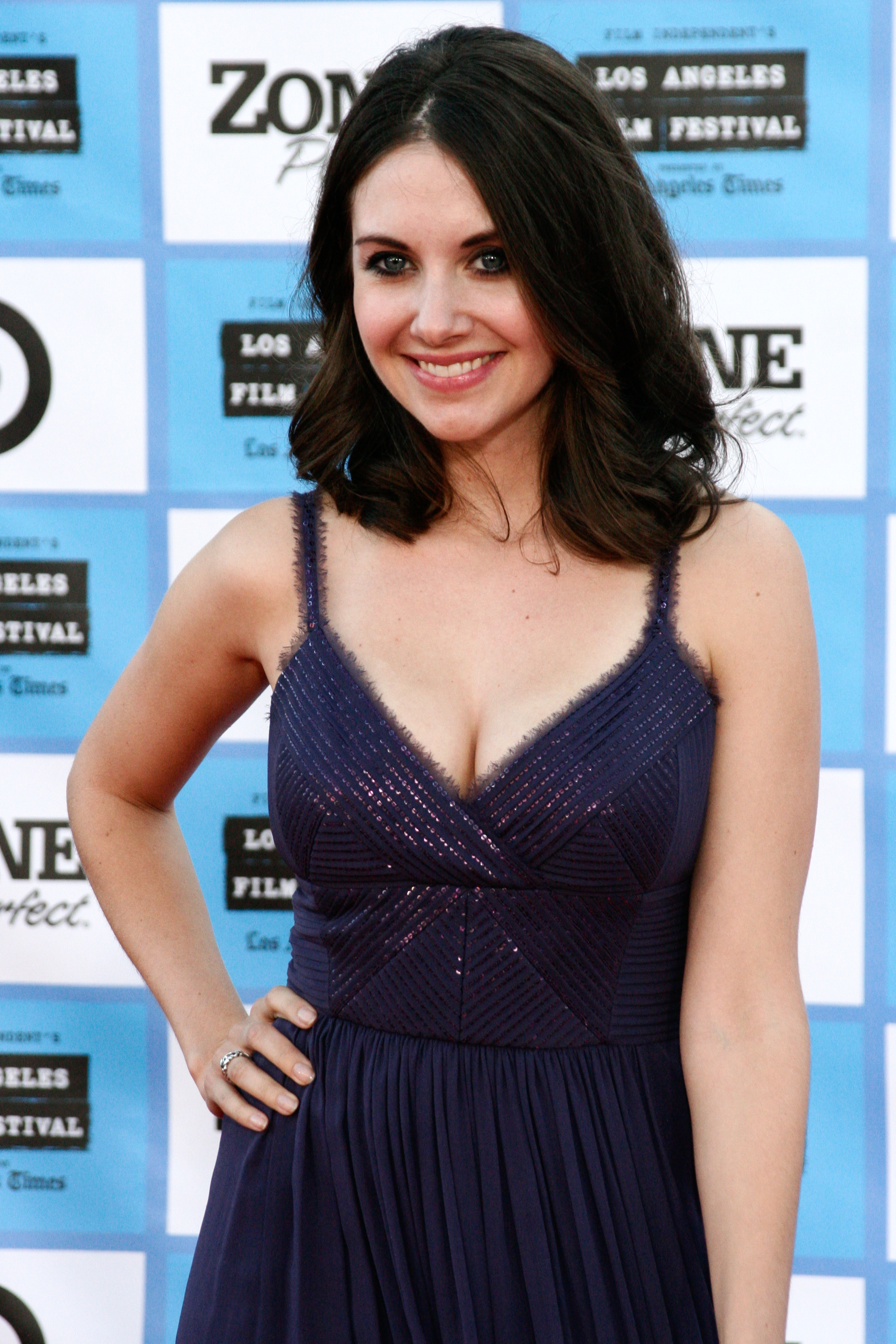
Brie en el Festival de Cine de Los Ángeles en 2009.

Uno de sus primeros papeles en televisión fue en Hannah Montana, y luego empezó a hacerse conocida por participar en la serie web My Alibi. Alison hizo una audición y fue elegida para el papel de Trudy Campbell en Mad Men. También interpretó a Annie Edison en Community.
El 15 de abril de 2010, participó en el programa Attack of the Show, de la cadena G4. También ha aparecido para un segmento corto en el programa de G4 Web Soup. En 2010, obtuvo el puesto 99 de la lista Hot 100 de la revista Maxim y en 2011 obtuvo el puesto 49.
Tuvo un papel en la película de terror Scream 4, en abril de 2011.

## Vida personal
Brie comenzó a salir con el actor Dave Franco en 2012. El 25 de agosto de 2015, se informó que los dos estaban comprometidos. Se casaron en marzo de 2017.

## Filmografía

### Cine
| Año  | Título                            | Papel                  | Notas        |
| ---- | --------------------------------- | ---------------------- | ------------ |
| 2004 | Stolen Poem                       | Alice                  | Cortometraje |
| 2007 | Dickie Smalls: From Shame to Fame | Mya                    |              |
| 2007 | Born                              | Mary Elizabeth Martino |              |
| 2008 | Parasomnia                        | Darcy                  |              |
| 2008 | The Coverup                       | Grace                  |              |
| 2008 | Buddy 'n' Andy                    | Michelle               | Cortometraje |
| 2008 | Salvation, Texas                  | Lisa Salter            | Cortometraje |
| 2009 | Us One Night                      | Alyson                 | Cortometraje |
| 2010 | The Home Front                    | Hannah                 | Cortometraje |
| 2010 | Raspberry Magic                   | Sra. Bradlee           |              |
| 2010 | Montana Amazon                    | Ella Dunderhead        |              |
| 2011 | Scream 4                          | Rebecca Walters        |              |
| 2012 | Save the Date                     | Beth                   |              |
| 2012 | The Five-Year Engagement          | Suzie Barnes-Eilhauer  |              |
| 2013 | The Kings of Summer               | Heather Toy            |              |
| 2014 | The Lego Movie                    | Princesa Unikitty      | Papel de voz |
| 2014 | Search Party                      | Elizabeth              |              |
| 2015 | Sleeping with Other People        | Lainey Dalton          |              |
| 2015 | Get Hard                          | Alissa Barrow          |              |
| 2015 | No Stranger Than Love             | Lucy Sherrington       |              |
| 2016 | How to Be Single                  | Lucy                   |              |
| 2016 | Joshy                             | Rachel                 |              |
| 2016 | Get a Job                         | Tanya Sellers          |              |
| 2016 | A Family Man                      | Lynn Vogel             |              |
| 2017 | The Little Hours                  | Hermana Alessandra     |              |
| 2017 | The Disaster Artist               | Amber                  |              |
| 2017 | The Post                          | Lally Weymouth         |              |
| 2019 | The Lego Movie 2: The Second Part | Princesa Unikitty      | Papel de voz |
| 2020 | Horse Girl                        | Sarah                  |              |
| 2020 | The Rental                        | Michelle               |              |
| 2020 | Happiest Season                   | Sloane Caldwell        |              |
| 2023 | Somebody I Used to Know           | Ally                   |              |
| 2023 | Freelance                         | Claire Wellington      |              |

### Televisión
| Año       | Título                       | Papel                              | Notas                                                       |
| --------- | ---------------------------- | ---------------------------------- | ----------------------------------------------------------- |
| 2006      | Hannah Montana               | Nina                               | Episodio: "It's My Party and I'll Lie if I Want To"         |
| 2007–2015 | Mad Men                      | Trudy Campbell                     | Personaje recurrente, 36 episodios                          |
| 2008      | The Deadliest Lesson         | Amber                              |                                                             |
| 2009–2015 | Community                    | Annie Edison                       | Protagonista, 110 episodios                                 |
| 2011      | Robot Chicken                | Martha Stewart / Vampire Lifeguard | Voz; episodio: "The Godfather of the Bride 2"               |
| 2012      | NTSF:SD:SUV::                | Joanie                             | Episodio: "Sabbath-tage"                                    |
| 2012      | American Dad!                | Lindsay                            | Voz; episodio: "Adventures in Hayleysitting"                |
| 2013      | High School USA!             | Miss Temple                        | Voz; episodio: "Choices"                                    |
| 2013      | Axe Cop                      | Beautiful Girly Bobs               | Episodio: "The Dumb List"                                   |
| 2014      | Comedy Bang! Bang!           | Ella misma                         | Episodio: "Alison Brie Wears a Black Mesh Top & Mini-Skirt" |
| 2014–2020 | BoJack Horseman              | Diane Nguyen / Varios personajes   | Voz; 60 episodios                                           |
| 2015      | Lip Sync Battle              | Ella misma                         | Episodio: "Alison Brie vs. Will Arnett"                     |
| 2016–2019 | Teachers                     | Lauren Lark                        | Episodio: "Pilot"; también productora ejecutiva             |
| 2016      | Doctor Thorne                | Martha Dunstable                   | 3 episodios                                                 |
| 2017      | Dr. Ken                      | Ella misma                         | Episodio: "Ken's Big Audition"                              |
| 2017–2020 | GLOW                         | Ruth Wilder                        | Protagonista, 30 episodios                                  |
| 2021      | Rick y Morty                 | Planetina                          | Voz; episodio: "A Rickconvenient Mort"                      |
| 2022      | Roar                         | Rebecca Moss                       | Episodio: "The Woman Who Solved Her Own Murder"             |
| 2023      | Moon Girl and Devil Dinosaur | Aftershock / Allison Dillon        | Voz, episodio: "Moon Girl Landing"                          |
| 2024      | Apples Never Fall            | Amy Delaney                        | Rol principal; Miniseries                                   |
| 2025      | Krapopolis                   | Tina                               | Voz, 2 episodios                                            |

### Web
| Año       | Título                   | Rol            | Notas                                 |
| --------- | ------------------------ | -------------- | ------------------------------------- |
| 2008–2009 | My Alibi                 | Rebecca Fuller | 18 episodios                          |
| 2009      | Hot Sluts                | Amber          | 5 episodios                           |
| 2012      | Sketchy                  | Meg            | Episodio: "You Got Retweeted"         |
| 2013      | The ArScheerio Paul Show | Madonna        | Episodio: "Madonna & Rosie O'Donnell" |

### Videojuegos
| Año  | Título                  | Rol               |
| ---- | ----------------------- | ----------------- |
| 2015 | Lego Dimensions         | Princesa Unikitty |
| 2016 | Marvel Avengers Academy | Viuda Negra       |